# Mario de Jesús Álvarez Gómez
Mario de Jesús Álvarez Gómez (ur. 19 października 1959 w Palmitas) – kolumbijski duchowny katolicki, biskup Istmina-Tadó od 2018.

## Życiorys
Święcenia kapłańskie otrzymał 12 listopada 1989 i został inkardynowany do diecezji Santa Rosa de Osos. Pracował głównie jako duszpasterz parafialny i jako wykładowca diecezjalnych seminariów. W latach 1995–2000 był wikariuszem generalnym diecezji, a w latach 2010–2018 kierował krajowym oddziałem Papieskich Dzieł Misyjnych.
3 lutego 2018 papież Franciszek mianował go ordynariuszem diecezji Istmina-Tadó. Sakry udzielił mu 3 marca 2018 nuncjusz apostolski w Kolumbii - arcybiskup Ettore Balestrero.